# 101 (альбом)
101 (или Mass, англ. Месса) — первый концертный альбом группы Depeche Mode, выпущенный в 1989 году.

## Описание
В 1987 году состоялся релиз шестого студийного альбома Depeche Mode — Music for the Masses, в поддержку которого группа отправилась в масштабное мировое турне, включающее в себя ровно 101 концерт. Последнее, 101-е выступление состоялось 18 июня 1988 года на стадионе Роуз Боул, в Пасадене, (Калифорния), в присутствии 80 тыс. человек. Выступление было снято, и впоследствии часть его, вместе с другими видеоматериалами о концерте, была издана под символическим названием «101». Режиссёром фильма является Д. А. Пеннебейкер.
Видеоверсия 101 включает в себя небольшой рассказ о группе фанатов, которые едут на арендованном автобусе на посещение 101-го концерта. Фильм также отображает жизнь группы в турне, саундчек перед концертом, небольшие рассказы Дэйва Гаана о выступлениях, равно как и множество других интересных материалов. Это был первый раз, когда зрители могли увидеть участников группы вне концертов.
В 2003 году 101 был переиздан в трёх форматах: 2-х канальный CD, 2-х канальный SACD, мульти-канальный SACD. Видеоверсия альбома была выпущена на двух DVD.
3 декабря 2021 года Depeche Mode выпустили обновленное расширенное издание документального концертного фильма и концертного альбома "101" в виде лимитированного бокс-сета в который вошли 2 CD, 2 DVD и Blu-Ray с ремастированным изображением в формате 4к который  включает в себя три ранее не демонстрировавшихся бонусных выступления — "A Question of Lust", "Sacred", "Something To Do" и официальное промо-видео для "Everything Counts". Так же бокс включает в себя:
- 48-страничную фотокнигу с бэкстейджем съемок
- Реплику оригинального постера американского кинотеатрального релиза
- 16-страничную книгу Anton Corbijn Photo Mode, представленную на оригинальном релизе альбома
- карточку, предоставляющую доступ к скачиванию 4K-файлов фильма и бонусных выступлений, а также 24-битных аудиофайлов концертного релиза 101.

Так же доступно издание отдельно на Blu-Ray.

## Список композиций

### LP: Mute / Stumm 101

#### Диск 1
Сторона «А»
1. «Pimpf» — 0:58
2. «Behind the Wheel» — 5:55
3. «Strangelove» — 4:49
4. «Something to Do» — 3:54
5. «Blasphemous Rumours» — 5:09

Сторона «Б»
1. «Stripped» — 6:45
2. «Somebody» — 4:34
3. «Things You Said» — 4:21
4. «Black Celebration» — 4:54

#### Диск 2
Сторона «А»
1. «Shake the Disease» — 5:10
2. «Pleasure Little Treasure» — 4:38
3. «People are People» — 4:59
4. «A Question of Time» — 4:12

Сторона «Б»
1. «Never Let Me Down Again» — 6:40
2. «Master and Servant» — 4:30
3. «Just Can’t Get Enough» — 4:01
4. «Everything Counts» — 6:31

### CD: Mute / Stumm 101

#### Диск 1
1. «Pimpf» — 0:58
2. «Behind the Wheel» — 5:55
3. «Strangelove» — 4:49
4. «Sacred» — 5:09
5. «Something to Do» — 3:54
6. «Blasphemous Rumours» — 5:09
7. «Stripped» — 6:45
8. «Somebody» — 4:34
9. «Things You Said» — 4:21

#### Диск 2
1. «Black Celebration» — 4:54
2. «Shake the Disease» — 5:10
3. «Nothing» — 4:36
4. «Pleasure Little Treasure» — 4:38
5. «People are People» — 4:59
6. «A Question of Time» — 4:12
7. «Never Let Me Down Again» — 6:40
8. «A Question of Lust» — 4:07
9. «Master and Servant» — 4:30
10. «Just Can’t Get Enough» — 4:01
11. «Everything Counts» — 6:31

### SACD: Mute / LCDStumm 101 (переиздание 2003 года)
Диск 1
1. «Pimpf» — 0:58
2. «Behind the Wheel» — 5:55
3. «Strangelove» — 4:49
4. «Sacred» — 5:09
5. «Something to Do» — 3:54
6. «Blasphemous Rumours» — 5:09
7. «Stripped» — 6:45
8. «Somebody» — 4:34
9. «Things You Said» — 4:21

Диск 2
1. «Black Celebration» — 4:54
2. «Shake the Disease» — 5:10
3. «Nothing» — 4:36
4. «Pleasure Little Treasure» — 4:38
5. «People are People» — 4:59
6. «A Question of Time» — 4:12
7. «Never Let Me Down Again» — 6:40
8. «A Question of Lust» — 4:07
9. «Master and Servant» — 4:30
10. «Just Can’t Get Enough» — 4:01
11. «Everything Counts» — 6:31
12. «Pimpf» [Полная версия] (только на мульти-канальном SACD)

- Переизданная аудиоверсия альбома выходила в трёх форматах: 2-х канальный CD, 2-х канальный SACD, мульти-канальный SACD

### VHS: Mute Film / MF007 (Великобритания)
1. «101 — Фильм» — 117:00

### DVD: Mute Film / DMDVD3 (Великобритания) (переиздание 2003 года)
Диск 1
1. 101 — Фильм (с аудиокомментариями)

| Оценки критиков | Оценки критиков |
| Источник        | Оценка          |
| --------------- | --------------- |
| AllMovie        | [ 9 ]           |
| Smash Hits      | 9/10            |

Диск 2
Концертные видео песен «Sacred», «Something to Do», «Things You Said», «Shake the Disease», «Nothing», «People Are People», «A Question of Time» и «A Question of Lust» были утрачены и поэтому не представлены на DVD-переиздании.
1. «Master and Servant»
2. «Pimpf»
3. «Behind the Wheel»
4. «Strangelove»
5. «Blasphemous Rumours»
6. «Stripped»
7. «Somebody»*
8. «Black Celebration»
9. «Pleasure, Little Treasure»*
10. «Just Can’t Get Enough»
11. «Everything Counts»
12. «Never Let Me Down Again»

- Интервью

1. Дэйв Гаан
2. Мартин Гор
3. Эндрю Флетчер
4. Джонатан Кесслер
5. Дэниел Миллер
6. Кристофер Хардвик
7. Оливер Чеслер
8. Джэй Серкин

- «Everything Counts (live)» (видео)
- Все композиции написаны Мартином Гором, кроме «Just Can’t Get Enough», написанной Винсом Кларком. Дэйв Гаан является главным вокалистом всех песен, за исключением «Somebody», «Things You Said» и «A Question of Lust» исполненных Мартином Гором.
- Композиция «Pleasure, Little Treasure» была выпущена в качестве промосингла во Франции и Испании.

## Позиции в чартах
| Чарт (1989)               | Высшая позиция |
| ------------------------- | -------------- |
| Austrian Albums Chart     | 13             |
| Canadian RPM Albums Chart | 16             |
| Dutch Albums Chart        | 43             |
| French Albums Chart       | 4              |
| German Albums Chart       | 3              |
| Swedish Albums Chart      | 14             |
| Swiss Albums Chart        | 11             |
| UK Albums Chart           | 5              |
| US Billboard 200          | 45             |

## Сертификации

### Альбом
| Регион                                                      | Сертификация  | Продажи  |
| ----------------------------------------------------------- | ------------- | -------- |
| Канада (Music Canada)                                       | 2× Платиновый | 200 000^ |
| Франция (SNEP)                                              | Золотой       | 299,100  |
| Германия (BVMI)                                             | Золотой       | 250 000^ |
| США (RIAA)                                                  | Золотой       | 250 000^ |
| ^ Данные о тиражах приведены только на основе сертификации. |               |          |

### Видео-издание
| Регион | Сертификация | Продажи  |
| --- | ------------ | -------- |
| Франция (SNEP) | Платиновый   | 20 000*  |
| Германия (BVMI) | Золотой      | 25 000^  |
| Польша (ZPAV) | Платиновый   | 10 000*  |
| Испания (PROMUSICAE) | Золотой      | 10 000^  |
| США (RIAA) | Платиновый   | 100 000^ |
| * Данные о продажах приведены только на основе сертификации. ^ Данные о тиражах приведены только на основе сертификации. |              |          |

## Участники записи
- Дэйв Гаан — основной вокал
- Мартин Гор — гитара, клавишные, мелодика, перкуссия, бэк-вокал, основной вокал
- Алан Уайлдер — клавишные, пианино, перкуссия, бэк-вокал
- Эндрю Флетчер — клавишные, перкуссия, бэк-вокал